# Вело (Бреша)
Вело је насеље у Италији у округу Бреша, региону Ломбардија.
Према процени из 2011. у насељу је живело 231 становника. Насеље се налази на надморској висини од 191 м.